# Iphiaulax proficiscator
Iphiaulax proficiscator är en stekelart som först beskrevs av Fabricius 1775.  Iphiaulax proficiscator ingår i släktet Iphiaulax och familjen bracksteklar. Inga underarter finns listade i Catalogue of Life.